# PANX1
PANX1 (англ. Pannexin 1) – білок, який кодується однойменним геном, розташованим у людей на короткому плечі 11-ї хромосоми. Довжина поліпептидного ланцюга білка становить 426 амінокислот, а молекулярна маса — 48 050.
| 10         |  | 20         |  | 30         |  | 40         |  | 50         |
| ---------- |  | ---------- |  | ---------- |  | ---------- |  | ---------- |
| MAIAQLATEY |  | VFSDFLLKEP |  | TEPKFKGLRL |  | ELAVDKMVTC |  | IAVGLPLLLI |
| SLAFAQEISI |  | GTQISCFSPS |  | SFSWRQAAFV |  | DSYCWAAVQQ |  | KNSLQSESGN |
| LPLWLHKFFP |  | YILLLFAILL |  | YLPPLFWRFA |  | AAPHICSDLK |  | FIMEELDKVY |
| NRAIKAAKSA |  | RDLDMRDGAC |  | SVPGVTENLG |  | QSLWEVSESH |  | FKYPIVEQYL |
| KTKKNSNNLI |  | IKYISCRLLT |  | LIIILLACIY |  | LGYYFSLSSL |  | SDEFVCSIKS |
| GILRNDSTVP |  | DQFQCKLIAV |  | GIFQLLSVIN |  | LVVYVLLAPV |  | VVYTLFVPFR |
| QKTDVLKVYE |  | ILPTFDVLHF |  | KSEGYNDLSL |  | YNLFLEENIS |  | EVKSYKCLKV |
| LENIKSSGQG |  | IDPMLLLTNL |  | GMIKMDVVDG |  | KTPMSAEMRE |  | EQGNQTAELQ |
| GMNIDSETKA |  | NNGEKNARQR |  | LLDSSC     |  |            |  |            |

A: Аланін

C: Цистеїн

D: Аспарагінова кислота

E: Глутамінова кислота

F: Фенілаланін

G: Гліцин

H: Гістидин

I: Ізолейцин

K: Лізин

L: Лейцин

M: Метіонін

N: Аспарагін

P: Пролін

Q: Глутамін

R: Аргінін

S: Серин

T: Треонін

V: Валін

W: Триптофан

Кодований геном білок за функцією належить до іонних каналів. 
Задіяний у таких біологічних процесах, як транспорт іонів, транспорт, транспорт кальцію, альтернативний сплайсинг. 
Білок має сайт для зв'язування з іоном кальцію. 
Локалізований у клітинній мембрані, мембрані, клітинних контактах, ендоплазматичному ретикулумі.